# (467264) 2016 EX181
(467264) 2016 EX181 es un asteroide perteneciente al cinturón de asteroides, descubierto el 30 de septiembre de 2005 por el equipo Spacewatch desde el Observatorio Nacional de Kitt Peak (Arizona, Estados Unidos).